# Ragazza col turbante
La Ragazza col turbante, meglio conosciuta come Ragazza con l'orecchino di perla ("Meisje met de parel"), è un dipinto a olio su tela (44,5×39 cm) di Jan Vermeer, databile al 1665-1666 circa e conservato nella Mauritshuis dell'Aia. Soprannominato talvolta la "Monna Lisa olandese", è uno dei dipinti più noti dell'artista, anche grazie a un romanzo e un film del 2003 di cui è stato oggetto.

## Storia
Tra i generi della pittura olandese i tronien, ovvero soggetti di genere in costumi storici o esotici usati spesso per raffigurare personaggi del passato, biblici o antichizzanti, erano abbastanza frequenti, e risulta che Vermeer vi si dedicò diverse volte. Nell'inventario dei beni della sua famiglia nel 1676 figurano "tronien dipinti alla moda turca" e ancora nel catalogo dell'asta Dissius (1696) si parla di tronien di sua mano ai numeri 22, 23 e 24.
Nessuna di queste tracce è però collegabile con sicurezza al dipinto della Mauritshuis, che è documentato solo dal 1881, quando fu messo all'asta all'Aia da un certo signor Braams e acquistato per una cifra irrisoria (2 fiorini più 30 centesimi di commissione) dal collezionista Arnoldus des Tombe su suggerimento dello storico dell'arte Victor de Stuers. Fu infine donato nel 1903 al museo con un lascito testamentario del des Tombe.
La datazione si basa su dati iconografici e stilistici, e viene collocata a ridosso della Donna con brocca d'acqua e dei tronien a fondo scuro realizzati da Michiel Sweerts ad Amsterdam nel 1660-1661. Numerosi gli apprezzamenti nel tempo. Tra questi Jan Veth scrisse nel 1908: «Si potrebbe dire che questo, più di qualsiasi Vermeer, sia dipinto con polvere di perle».
Durante la chiusura del museo per il completo restauro, la Ragazza col turbante è stata il principale oggetto di una serie di mostre di successo nel mondo: nel 2012 al Museo nazionale di arte occidentale di Tokyo, nel 2013-2014 negli Stati Uniti (High Museum of Art di Atlanta, De Young Memorial Museum di San Francisco e Frick Collection di New York), nel 2014 a Bologna in Italia. Nel giugno 2014 è infine tornata nella sua sede originaria, trovando però posto in un punto di maggior preminenza.

## Descrizione e stile

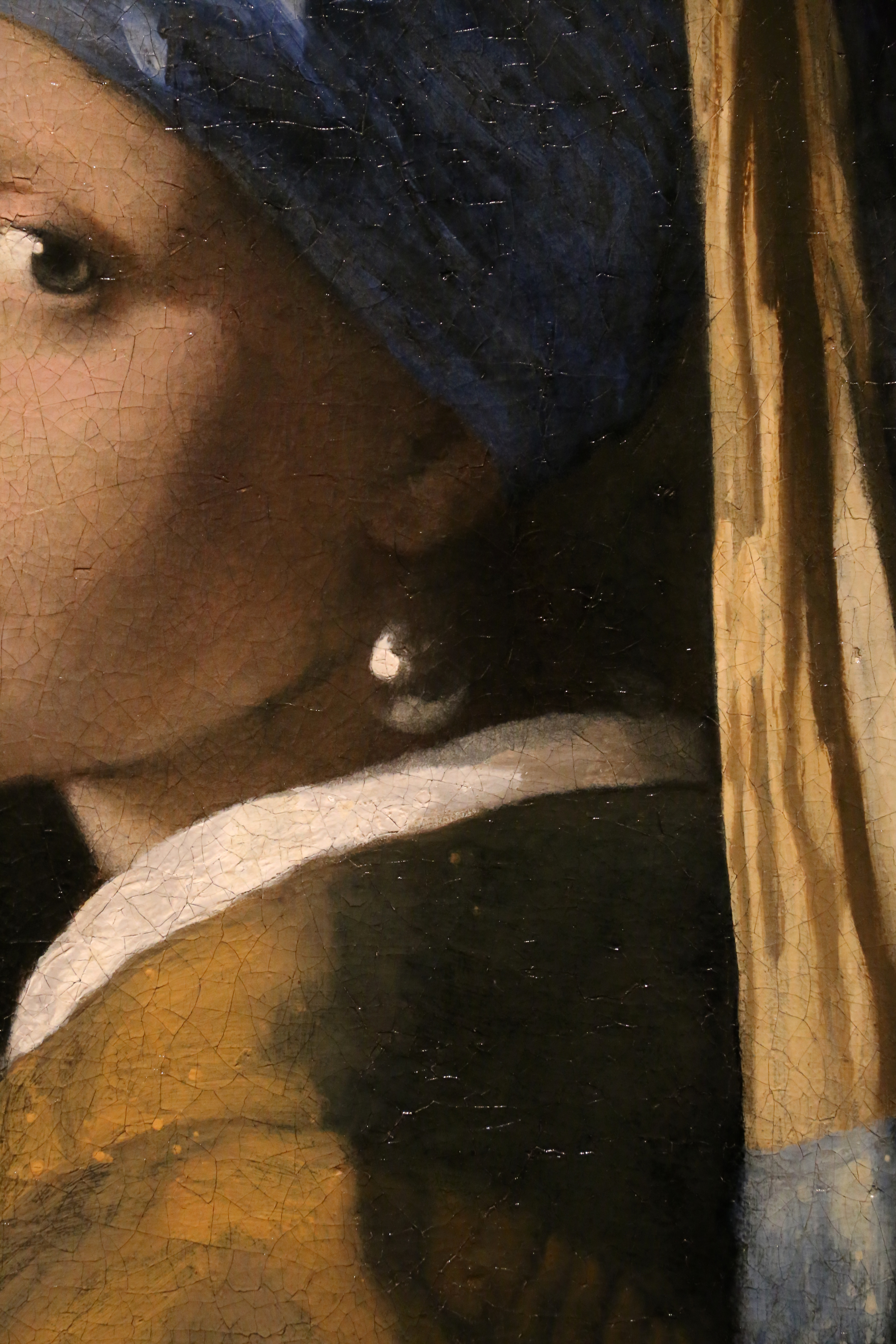
Dettaglio

Su uno sfondo scuro, una fanciulla rappresentata con mezzo busto di profilo ruota la testa di tre quarti verso lo spettatore, in favore della luce che spiove da sinistra. Indossa un mantello color ocra e una camicia bianca di cui si vede solo il colletto, oltre a un inusuale turbante fatto di una fascia azzurra che avvolge la testa e un drappo giallo annodato che pende dalla nuca fino alle spalle, terminando in frange azzurrine. Sebbene possa assomigliare alle figure di muse o di sibille, l'assenza di alcun attributo iconografico impedisce una reale identificazione.
Il volto della ragazza, intriso di luce, mostra una rara bellezza: labbra rosse carnose che si dischiudono in un abbozzo stupefatto di sorriso, naso sottile e dritto, occhi grandi e vivi. La luce delle pupille è poi richiamata dall'orecchino con una grossa perla, che brilla sulla penombra del collo. La perla è dipinta utilizzando poche pennellate a goccia, separate l'una dall'altra: è l'occhio umano che ha l'illusione di vederla intera.
L'artista catturò con viva immediatezza l'espressione sfuggente, carica di un'innocente languidezza. Il fondo scuro mette in risalto le zone di luce, col colore applicato in pennellate dense e uniformi, poco sfumate, tranne nell'incarnato delicato e in alcune zone dove sono presenti piccoli punti, come nel contorno della bocca.

### La perla
L'orecchino con perla del quadro, che cattura quasi da solo la centralità della luce di cui è pervaso il dipinto, è di grandi dimensioni ed è a forma di goccia. Sebbene la ragazza che lo indossa appaia di modeste condizioni, tale monile era al tempo di Vermeer prerogativa delle dame aristocratiche e dell'alta borghesia. Nel XVII secolo le perle erano una preziosa rarità: venivano cercate dai pescatori di perle e perfino importate dall'Estremo Oriente. Nel caso della perla raffigurata nel dipinto, si tratta di un esemplare di notevole grandezza che, a parere di alcuni studiosi, in natura non esisterebbe; potrebbe anche trattarsi di un'imitazione in vetro soffiato di produzione veneziana.

## Omaggi e citazioni
- Marta Morazzoni, racconto La ragazza col turbante, nell'omonimo libro (1986)
- Tracy Chevalier, La ragazza con l'orecchino di perla (romanzo) (1999)
- La ragazza con l'orecchino di perla, film del 2003 interpretato da Scarlett Johansson[4].